# Colom bru pitgrís
El colom bru pitgrís (Phapitreron maculipectus) és una espècie d'ocell de la família dels colúmbids (Columbidae) considerada per diversos autors una subespècie de Phapitreron amethystinus. Habita la selva humida de l'illa de Negros, a les Filipines.